# 復讐の荒野
『復讐の荒野』（ふくしゅうのこうや、The Furies）は、1950年のアメリカ合衆国の西部劇映画。監督はアンソニー・マン、出演はバーバラ・スタンウィック、ウェンデル・コーリイ、そして本作が遺作となったウォルター・ヒューストン。
日本では劇場未公開だがテレビ放映されたことがある。

## ストーリー
1870年、ニューメキシコ州。T・C・ジェフォーズはフューリーズ（The Furies）と呼ばれる広大な土地を所有する牧場主。独善的な男で、ドルでなくTCという個人の地域通貨で取引する。また、自分の土地に無許可で暮らす人間に対しても容赦なく家を焼き、時には縛り首にする。
その娘ヴァンスは父親にそっくりの勝ち気な娘。父親に物怖じせず、堂々と自分の意見を主張できる。たとえば、不法占拠者のメキシコ人エレラは幼馴染で、追い出したい父親に真っ向から反対する。
それでも娘が可愛い父親は、牧場を娘に継がせるつもりでいる。婿となる男も自分の気に入った人間にしたかったが、よりによってヴァンスが選んだ男は、過去にジェフォーズが土地を奪うために殺した男の息子で銀行家のリップ・ダローだった。
リップも結婚に同意して、ヴァンスは正式に父親にリップを紹介する。しかし、父親から「娘から手を引けば5万ドルやる」と言われたリップは、その金を受け取る。実は、結婚は復讐のためだったのだ。
傷ついたヴァンスだが、相続した牧場経営に打ち込むことでをその悲しみを紛らわせる。
牧場経営が順調にいっていたそんな時、長く家を留守にしていた父親が久しぶりに都会から帰ってくる。ひとりではなく、バーネット夫人が一緒である。バーネット夫人は牧場経営に口を出しはじめる。バーネット夫人が財産目当てだと知ったヴァンスは激昂し、鋏でバーネット夫人の顔を切り裂く。
怒った父親はヴァンスを家から追い出す。ヴァンスはエレラの家に立て籠もるが、エレラが捕まり絞首刑にされる。
ヴァンスは父親への復讐を胸に誓い、鉄道で西部を転々とする。行く先々でTC通貨を買い占め、その価値を暴落させる。そして自分を捨てたリップと組んで、父親を罠にかける。父親は破産し、ヴァンスは牧場を手に入れる。さらに父親は、息子の復讐に燃えるエレラの母親の銃に射たれて死ぬ。

## キャスト
- ヴァンス：バーバラ・スタンウィック
- リップ・ダロー：ウェンデル・コーリイ（英語版）
- T・C・ジェフォーズ：ウォルター・ヒューストン
- バーネット夫人：ジュディス・アンダーソン
- エレラ：ギルバート・ローランド（英語版）
- エル・ティグレ：トーマス・ゴメス
- アナハイム夫人：ビューラ・ボンディ
- エレラの弟：ペペ・ハーン
- レイノルズ氏：アルバート・デッカー
- クレイ・ジェフォーズ：ジョン・ブロムフィールド（英語版）
- スコッティ：ウォーレス・フォード（英語版）
- エレラの母：ブランチ・ユーカ（英語版）
- ベイリー：ルイス・ジーン・ヘイト（英語版）
- グリーヴ医師：フランク・ファーガソン（英語版）
- ダラス・ハート：マーナ・デル
- 牛飼い：アーサー・ハニカット（英語版）

## 制作
ロケ地はアリゾナ州、セットはパラマウント・スタジオ。